# Berthasaura leopoldinae
Berthasaura leopoldinae — цератозавр, викопні крейдові рештки якого знайдено на півдні Бразилії.

## Опис
Голотипом є винятково повний скелет нового беззубого цератозавра з крейдових еолових пісковиків басейну Бауру, Південна Бразилія. Відсутністю зубів нагадує Limusaurus, однак виконаний філогенетичний аналіз показав не тісну спорідненість з Limusaurus і що Berthasaura є раннім відгалуженням Noasauridae. Передщелепна кістка з ріжучим оклюзійним краєм і злегка опущений ростральний кінчик вказують на те, що Berthasaura була або травоїдною або всеїдною істотою, на противагу до більшості інших Noasauridae, які вважаються м'ясоїдними.

## Етимологія
Родова назва вшановує дослідницю Берту Марію Юлію Лутц (1894–1976, англ. Bertha Maria Júlia Lutz) за її науковий внесок і громадську діяльність, зокрема щодо прав жінок у Бразилії; дав.-гр. σαύρα — «ящірка». Видовий епітет leopoldinae вшановує першу бразильську імператрицю Марію Леопольдіну (1797–1826, англ. Maria Leopoldina) за її фундаментальну роль у незалежності Бразилії, якій наступного року (2022) виповниться два століття.